# Échelle d'empathie
L'échelle d’empathie est une mesure du degré de sensibilité d’une personne aux états mentaux d'un autre ou son habileté à s’imaginer dans la position de celui-ci. Cette mesure peut parfois permettre le diagnostic de certains troubles de personnalité ou de certains troubles du neurodéveloppement comme l'autisme.

## Le quotient d’empathie
Le quotient d’empathie mesure le niveau d'empathie d'un individu. Comme le quotient intellectuel ou le quotient émotionnel, celui-ci peut varier d’un individu à l’autre. Un faible QE indique que la personne a de la difficulté, voire une totale incapacité, d’éprouver de l’empathie pour une autre personne. Les troubles de personnalité comme la psychopathie sont reconnus comme étant justement l’inhabileté à reconnaître les émotions d'autrui. Par opposition, un QE très élevé pourrait être un signe qu’une personne souffre d’hypersensibilité émotionnelle, une condition où une personne réagit beaucoup plus intensément à une situation émotionnelle que la moyenne des gens.
Bien que l’empathie soit généralement mesurée par une interaction entre deux êtres humains, une personne peut très bien l’éprouver pour d’autres choses. Le niveau d’empathie qu’un individu ressent pour quelqu’un ou quelque-chose peut beaucoup varier selon l’affinité de la personne pour celui-ci. Ainsi, une personne peut ressentir de l’empathie pour un proche ou un ami intime, mais aussi pour un animal domestique, une plante ou même un objet inanimé. Par contre, cette même personne n’aura pas le même niveau d’empathie pour chacun de ces choses. Une personne ressentira généralement plus d’empathie pour un individu qu’elle connaît bien et moins d’empathie pour les objets pour lesquels la personne se sent moins familière.
Le quotient d’empathie peut donc varier d’une personne à l’autre et une personne peut ressentir de l’empathie différemment d’un objet à l’autre.

Une personne se sentira plus familier avec un objet possédant des caractéristiques humaines. Ce graphique montre que plus ces caractéristiques se rapprochent de ceux des humains, plus les gens se sentent à l'aise en leur présence. La vallée dérangeante montre que cela est vrai jusqu'à un certain point.

## Les tests

### Le test d’empathie
Un test d’empathie mesure le QE d'un individu. Ce test, tout comme les tests de quotient intellectuel, peut être pratiqué par un professionnel en psychologie ou par l’individu lui-même. Généralement, ces tests consistent en la reconnaissance d’expressions faciales par le biais de photos de visage, une série de questions concernant des mises en situation et la réaction face à celles-ci ou une série d’énoncés pour lesquels le répondant indique son niveau d'accord. Ces tests reposent généralement sur l’honnêteté de la personne qui les effectuent.
Un test établi par Simon Baron-Cohen permettant d'évaluer le QE d’une personne consiste en une série de 60 questions (40 pour le questionnaire court) pour lesquelles la personne répond en fonction de son accord avec l’énoncé, c’est-à-dire entre « tout à fait d'accord », « plutôt d'accord », « plutôt pas d'accord » et « pas du tout d'accord ». Les résultats sont ensuite compilés et donnent un score sur 80 points.
Exemple d’affirmation : « Je préfère les farces pratiques à l’humour verbal ».
Ce test peut être utilisé en conjonction avec d’autres tests, ce qui permet un meilleur diagnostic. Ces autres tests sont : le test des yeux (Eye Test, en anglais) et le SDS (Social desirability scale).
Le test des yeux consiste en une série de 36 images d'yeux d’individus, chacune de ces paires d'yeux est associée à un état mental. Ce test a démontré qu’il pouvait dépister les gens souffrant de AS/HFA (Asperger’s Syndrome and High-functioning Autism).

### L’évaluation de l’autisme
Afin de diagnostiquer l’autisme chez un individu, il est nécessaire de passer des tests auprès de professionnels de la santé.  Généralement ces tests sont réalisés sur des enfants afin d’identifier rapidement des troubles envahissant du développement. Trois outils d’évaluation sont utilisés couramment par les praticiens :
1. L'ADI-R (Autism Diagnostic Interview-Revised): Ce test consiste en un questionnaire répondu par les parents, ou tuteur, de l’enfant et permet de recueillir de l’information sur les interactions sociales réciproques, la communication et le langage, et les comportements stéréotypés et répétitifs.
2. L’ADOS (Autism Diagnostic Observation schedule) est un test, sous forme d’entrevue, qui se renseigne sur les habiletés de communication, les interactions sociales du jeu et sur la manière dont la personne utilise son imagination. Cette entrevue est généralement faite sur les personnes possiblement affectées d’un trouble du spectre de l’autisme.
3. Le CARS (Childhood Autism Rating Scale) est une échelle qui évalue 15 comportements d’une personne afin de diagnostiquer l’autisme ou d’autres troubles du développement. Ces comportements incluent : l’utilisation d’objets, l’adaptation aux changements et les communications verbales.

## Type d’empathie
L’empathie est généralement définie comme « Se mettre dans la position de l’autre ». « L’autre » se réfère habituellement à une autre personne. Cependant, l’empathie n’est pas exclusive à une interaction humaine. Plusieurs types d’empathie existent dépendamment de qui est cet « autre ».

### L'empathie envers les humains
L’empathie entre deux humains peut varier grandement. En plus des troubles psychologiques, certaines pressions sociales ou préjugés peuvent influencer l’empathie ressentie.
Le racisme est défini comme avoir une attitude différente envers des gens perçus comme inférieurs.  Il se distingue par un manque d’empathie envers une personne ayant une couleur de peau différente ou ayant une nationalité différente, ou au contraire, un niveau plus élevé d’empathie pour les gens de même couleur de peau ou nationalité.
Le sexisme peut aussi être défini comme une difficulté d’éprouver de l’empathie pour les personnes du sexe opposé.

### L'empathie envers d'autres vivants
L’empathie peut être ressentie envers un être qui n’est pas humain, comme un chien, par exemple. Les animaux ont parfois des comportements similaires à ceux des humains, ce qui rend l’empathie plus facile. Certaines personnes pourraient d’ailleurs ressentir plus d’empathie pour leur animal domestique que pour une autre personne.
Une expérience de pensée similaire au dilemme du tramway fut proposée avec un chien au lieu d’une personne sur une des voies. Sous certaines conditions, 40 % des gens préfèreraient sauver le chien.
Les gens ont généralement plus tendance à dépenser plus pour leur animal domestique en matière de soins ou produits de luxe que pour un autre membre de la famille.

### L’empathie envers un non-vivant
Plusieurs expériences ont démontré que les humains pouvaient ressentir de l’empathie pour des objets inanimés. Une expérience consistant au maltraitement d’un robot provoquait une réaction empathique chez certaines personnes. Généralement, plus l’objet ressemblait à un être humain, plus les réactions étaient vives. Il se passe alors un phénomène que les psychologues appellent « la pensée animistique » qui consiste à attribuer des émotions humaines à des objets. Ce phénomène, généralement perçu chez les enfants, peut se manifester comme ceci :
« Ma poupée a encore faim ».
Chez les adultes, l’empathie pour des objets inanimés peut se manifester par une attraction amoureuse pour un objet particulier. Dans ces situations, ces gens iront jusqu’à se marier avec le dit objet. Ces objets peuvent prendre plusieurs formes : oreiller, poupée, pizza…,

### L’empathie envers des personnages fictifs
L’empathie envers les personnages fictifs, aussi appelé attachement affectif, est lorsqu’une personne ressent les émotions que ressentiraient un personnage appartenant à une œuvre de fiction, comme un roman ou un jeu vidéo.
Ce type d’empathie va à l’encontre de l’évolution puisqu'il ne confère aucun avantage évolutif ; aucun membre de notre espèce n’est protégé par l’empathie qu’éprouve une personne pour un personnage fictif. Le personnage fictif, décrit au fur et à mesure dans son œuvre respective, permet à la personne de comprendre toutes les pensées que vivrait le personnage. Le personnage n’aurait donc aucun secret envers la personne. De plus, la personne qui découvre ce personnage fictif lui attribue aussi ses désirs pour ce personnage. Ce-dernier deviendrait en quelque sorte une réflexion de la personne.
Cependant, ce type d’empathie pourrait permettre à un individu de mieux servir dans sa société. Selon le psychanalyste Bruno Bettelheim, les contes de fée permettraient aux enfants de s’identifier aux héros et de résoudre leurs propres conflits à la manière de ces héros. Ces contes permettraient, non pas de s’échapper de la réalité, mais de rationaliser ses sentiments contradictoires.

### L’empathie envers des concepts abstraits
Bien au-delà de l’empathie envers les personnages fictifs, l’empathie envers les concepts concerne les choses qui n’ont aucune humanité en soi. Par exemple, les algorithmes. Selon le PETRL (People for the ethical treatment of reinforced learners), les algorithmes imprimés sur le silicium (ordinateur) méritent le même traitement éthique que les algorithmes imprimés sur le carbone (les êtres humains). Selon eux, même si la souffrance que ressentirait ces algorithmes peut sembler totalement étrangère aux humains, leurs souffrances restent tout de même réelles et doivent être prises en considération dans les débats éthiques. Encore selon eux, bien que ce type de débats ne soit pas encore d’actualité, dans le futur, où les intelligences artificielles seront plus avancées, le poids moral des algorithmes deviendra plus important.